# Goyerri
El Goyerri (en euskera Goierri) es una comarca situada en el sureste de la provincia de Guipúzcoa, limítrofe con Navarra y Álava. Es una región montañosa, que abarca los valles del Oria y del Urola, alternando paisajes rurales con centros industriales. El 51% de la población trabaja en el sector de la industria. El uso del euskera es alto; en muchas zonas el uso del euskera supera el 90%. Es propio de esta zona el dialecto central del euskera.
El término goierri o goiherri significa 'tierra alta' y es la denominación tradicional con la que se llama a la cuenca alta del río Oria, en contraposición con el Beterri ('tierra baja'), que es la cuenca baja de dicho río. En sentido estricto el Goyerri es por lo tanto la comarca que engloba la cuenca alta del río Oria y la cuenca alta del valle del Urola (mancomunidad de Urola Garaia). Lo forman 18 municipios con una población de 42.318 habitantes (INE 2014) y posee una extensión de unos 350 km². Limita al sur con Álava, al sureste con Navarra, al oeste con el Alto Deva y al norte con las comarcas de Urola-Costa y al noreste con Tolosaldea.
Debido a que en el País Vasco las comarcas no están delimitadas oficialmente, al hablar del Goyerri se puede hacer referencia a cualquiera de los dos términos antes mencionados. Los municipios del Goyerri comparten algunos servicios (por ejemplo la Mancomunidad de Sasieta que se encarga de la recogida de basura), pero poseen otras mancomunidades diferenciadas, como agencias de turismo (Goitur, Urola Garaia) y desarrollo comarcal por separado.   
Geográficamente el Goyerri lo forman dos valles, el del Oria y el del Urola; siendo el primero más amplio y el segundo bastante estrecho.
En el valle del Oria se encuentran las poblaciones de Legorreta, Isasondo, Ordicia, Beasáin, el barrio de Yurre de Olaberría, Segura y Cegama. Los valles de los afluentes del Oria son bastante importantes, en el valle que forma el arroyo Zaldivia se encuentra la población homónima, en el del Agaunza se encuentran Lazcano y Atáun; en el del arroyo Ursuaran se encuentra Zaldivia y en el del Estanda, Ormáiztegui. El valle del Estanda y el de su tributario, el Santa Lucía, forman un pasillo que comunica el valle del Oria con el del Urola. El valle del Oria es un importante eje de comunicaciones, ya que es atravesado por la vía férrea de RENFE Madrid-Irún y la autovía A-1 (antigua N-I Madrid-Irún). 
La cuenca alta del Urola, forma un valle encajonado y estrecho. Formaba uno de los valles más aislados y peor comunicados de Guipúzcoa. Paradójicamente cuenta con una salida más fácil hacia el valle del Oria que hacia la cuenca media del Urola. La línea férrea Madrid-Irún se trazó hace ya más de un siglo entrando en Guipúzcoa por el valle del Urola y comunicándose con el del Oria a través del corredor de Santa Lucía-Estanda. Actualmente una autovía une Zumárraga con Beasáin, todo ello ha contribuido a estrechar lazos entre estos dos valles.
La comarca agrupa zonas fuertemente urbanizadas e industrializadas con otras de carácter rural. Entre las primeras destaca en el valle del Oria la conurbación Beasáin-Ordicia-Lazcano, localidades que casi forman un continuo urbano y que suman una población conjunta de 29.000 habitantes; y en el Alto Urola, la conurbación Zumárraga-Urrechu-Legazpia con una población de 25.000 habitantes.
La principal actividad económica de la comarca es la industrial, centrada en el sector siderometalúrgico. La principal empresa de la comarca es la C.A.F.(Construcción y auxiliar de Ferrocarriles), una empresa casi centenaria ubicada en Beasáin y dedicada a la fabricación de vagones de tren y metro. La CAF cuenta con casi 3.000 trabajadores y es el principal motor económico del Goyerri.
Otras empresas industriales de importancia en el Goyerri son la cooperativa Irizar de Ormáiztegui que se dedica a carrozar autocares y que cuenta con varias plantas en el extranjero; la planta siderúrgica que posee Arcelor en Olaberría; la cooperativa Orkli de Ordicia que se dedica a la fabricación de válvulas, Indar de Beasáin que fabrica maquinaria eléctrica, la fundición Ampo de Idiazábal, Fundiciones del Estanda de Beasáin o Grúas Jaso de Idiazábal.
El Alto Urola era una subcomarca que vivía casi totalmente de la industria siderúrgica. En la década de 1980 esta industria sufrió una fuerte reconversión que afectó duramente a la economía local. En la actualidad sigue teniendo gran importancia esta industria, pero con menor pujanza que antaño. Destacan GSB de Legazpia y la planta de Arcelor en Zumárraga. También es muy importante la empresa Bellota Herramientas de Legazpia que fabrica herramientas manuales.
El sector servicios ocupa a la mayor parte de la población activa, pero tiene menor peso en la economía local que en otras comarcas vascas debido al gran peso de la industria. Las cabeceras comarcales a nivel de comercio y servicios son principalmente Beasáin y Zumárraga.
La agricultura y la ganadería son actividades económicas más bien marginales y solo ocupan a una parte significativa de la población en los pequeños municipios rurales de la comarca.

## Municipios del Goyerri
| #      | Municipio                               | Alcalde                      | Partido Político                                               | Población (2018) | % Población | Territorio km² |
| ------ | --------------------------------------- | ---------------------------- | -------------------------------------------------------------- | ---------------- | ----------- | -------------- |
| 1      | Beasáin                                 | Aitor Aldasoro Iturbe        | EAJ-PNV                                                        | 13.881           | 19,7        | 30,02          |
| 3      | Ordicia                                 | Adur Ezenarro Agirre         | EH Bildu + Elkarrekin Podemos                                  | 10.150           | 14,2        | 5,65           |
| 6      | Lazcano                                 | Kepa Zubiarrain Erauskin     | EAJ-PNV                                                        | 5.646            | 7,7         | 11,37          |
| 7      | Idiazábal                               | Iñaki Alberdi Iparragirre    | EH Bildu                                                       | 2.305            | 3,2         | 29,47          |
| 8      | Atáun                                   | Martín Aramendi Arana        | EH Bildu                                                       | 1.669            | 2,4         | 58,73          |
| 9      | Zaldivia                                | Eztitxu Mujika Mariezkurrena | EH Bildu                                                       | 1.613            | 2,2         | 16,43          |
| 10     | Cegama                                  | Joseba Izagirre Arozena      | Zegama Lantzen (Indep.)                                        | 1.519            | 2,1         | 35,07          |
| 11     | Segura                                  | Izarra Urdalleta Iraola      | EH Bildu                                                       | 1.432            | 2,0         | 9,22           |
| 12     | Legorreta                               | Zelai Amenabarro Goikoetxea  | EH Bildu                                                       | 1.430            | 2,2         | 8,62           |
| 13     | Ormáiztegui                             | Jon Enrique Galarza          | Ormaiztegi Batzen (Indep.)                                     | 1.302            | 1,9         | 6,77           |
| 14     | Olaberría                               | Jokin Garmendia Asurabarrena | Olaberriarekin eta Olaberritarrak (Indep.)                     | 945              | 1,4         | 6,92           |
| 15     | Isasondo                                | Iñaki Aizpuru Oiarbide       | EH Bildu                                                       | 641              | 0,9         | 8,94           |
| 16     | Ezquioga-Ichaso                         | Tomas Etxaniz Mendiguren     | Ezkio Eraikiz (Indep.)                                         | 575              | 0,8         | 21,22          |
| 17     | Gaviria                                 | Oier Oiarbide                | Gabiriako Hautesle Elkarte (Indep.)                            | 488              | 0,7         | 14,88          |
| 18     | Ceráin                                  | Amaia Junquera Landeta       | EH Bildu                                                       | 252              | 0,4         | 10,37          |
| 19     | Motiloa                                 | Iñaki Ugalde Alustiza        | Mutiloako Herri Kandidatura 2019 (Indep.)                      | 252              | 0,3         | 8,61           |
| 20     | Arama                                   | Luis Garmendia Sagastume     | Aramako Herritarrak (Indep.) + Aramako Herri Batzarra (Indep.) | 205              | 0,3         | 1,33           |
| 21     | Alzaga                                  | Maite Garmendia              | Altzaga Denok Elkarrekin (Indep.)                              | 179              | 0,2         | 2,53           |
| 22     | Gaínza                                  | Gaizka Olaetxea Balerdi      | Gaintzako Herria (Indep.)                                      | 129              | 0,2         | 5,96           |
| 23 (*) | Parzonería General de Guipúzcoa y Álava |                              |                                                                | 0                | 0,0         | 24,07          |
| 24 (*) | Parzonería de Guipúzcoa                 |                              |                                                                | 0                | 0,0         | 4,76           |
| 25 (*) | Mancomunidad de Enirio de Aralar        |                              |                                                                | 0                | 0,0         | 34,04          |
|        | Goyerri                                 |                              |                                                                | 69.561           | 100         | 433,12         |

23, 24 y 25 no son municipios, sino parzonerías, es decir montes comunales, que no están integrados dentro de ningún municipio.

## Núcleos de población de la comarca según el INE (2019)
|    | Nombre localidad       | Nombre oficial         | Municipio              | Población 2019 |
| 1  | Beasáin                | Beasain                | Beasáin                | 13.544         |
| 2  | Villafranca de Ordizia | Ordizia                | Villafranca de Ordizia | 10.394         |
| 3  | Zumárraga              | Zumarraga              | Zumárraga              | 9.668          |
| 4  | Legazpia               | Legazpi                | Legazpi                | 8.129          |
| 5  | Villarreal de Urrechua | Urretxu                | Villarreal de Urrechua | 6.756          |
| 6  | Lazcano                | Lazkao                 | Lazcano                | 5.602          |
| 7  | Idiazábal              | Idiazabal              | Idiazábal              | 2.284          |
| 8  | Zaldivia               | Zaldibia               | Zaldivia               | 1.613          |
| 9  | Segura                 | Segura                 | Segura                 | 1.467          |
| 10 | Legorreta              | Legorreta              | Legorreta              | 1.417          |
| 11 | Cegama                 | Zegama                 | Cegama                 | 1.310          |
| 12 | Ormáiztegui            | Ormaiztegi             | Ormáiztegui            | 1.276          |
| 13 | San Martín             | San Martin             | Ataun                  | 1.177          |
| 14 | Isasondo               | Itsasondo              | Isasondo               | 658            |
| 15 | Yurre                  | Ihurre                 | Olaberría              | 515            |
| 16 | Olaberría              | Olaberria              | Olaberría              | 438            |
| 17 | San Gregorio           | San Gregorio           | Ataun                  | 424            |
| 18 | Gaviria                | Gabiria                | Gaviria                | 382            |
| 19 | Santa Lucía de Anduaga | Anduaga (Santa Lutzia) | Ezquioga-Ichaso        | 329            |
| 20 | Ceráin                 | Zerain                 | Ceráin                 | 259            |
| 21 | Motiloa                | Mutiloa                | Motiloa                | 249            |
| 22 | Arama                  | Arama                  | Arama                  | 200            |
| 23 | Alzaga                 | Altzaga                | Alzaga                 | 183            |
| 24 | Bríncola               | Brinkola               | Legazpia               | 131            |
| 23 | Gaínza                 | Gaintza                | Gaínza                 | 128            |
| 25 | Ezquioga               | Ezkio                  | Ezquioga-Ichaso        | 124            |
| 26 | Telleriarte            | Telleriarte            | Legazpia               | 111            |
| 27 | Ichaso                 | Itsaso                 | Ezquioga-Ichaso        | 108            |
| 28 | Loinaz                 | Loinatz                | Beasáin                | 94             |
| 29 | Aya                    | Aia                    | Ataun                  | 92             |
| 30 | Lazcaomendi            | Lazkaomendi            | Lazcano                | 88             |
| 31 | Barrenaldea            | Barrenaldea            | Cegama                 | 75             |
| 32 | Alegría                | Alegia                 | Gaviria                | 67             |
| 33 | Beasainmendi           | Beasainmendi           | Beasáin                | 67             |
| 34 | Goyaldea               | Goialdea               | Cegama                 | 65             |
| 35 | Arrieta                | Arrieta                | Cegama                 | 63             |
| 36 | Arriarán               | Arriaran               | Beasáin                | 50             |
| 37 | Aguinaga               | Aginaga                | Zumárraga              | 40             |
| 38 | Aztiria                | Aztiria                | Gaviria                | 39             |
| 39 | Alegría                | Itsaso-Alegia          | Ezquoga-Ichaso         | 37             |
| 40 | Gudugarreta            | Gudugarreta            | Beasáin                | 34             |
| 41 | Zubierreca             | Zubierreka             | Lazcano                | 33             |
| 42 | Salvatore              | Salbatore              | Beasáin                | 30             |
| 43 | Ursuarán               | Urtsuaran              | Idiazábal              | 28             |
| 44 | Astigarreta            | Astigarreta            | Beasáin                | 23             |
| 45 | Sempere                | Senpere                | Lazcano                | 19             |
| 46 | Olarán                 | Olaran                 | Cegama                 | 15             |
| 47 | Garín                  | Garin                  | Beasáin                | 13             |
| 48 | Machinventa            | Aratz-Matxinbenta      | Beasáin                | 11             |
| 49 | Machinventa            | Aratz-Matxinbenta      | Ichaso                 | 8              |
| 50 | Altamira               | Altamira               | Beasáin                | 6              |
| 51 | Mandubia               | Mandubia               | Ezquioga-Ichaso        | 5              |
| 52 | Ugartemendi            | Ugartemendi            | Beasáin                | 5              |
| 53 | Ancízar                | Antzizar               | Beasáin                | 3              |